# Tájház (Kisújszállás)
A kisújszállási Tájház egy igen régi, népi klasszicista stílusban épült házban kapott otthont. Az épület az Ábri család tulajdonában volt, akik a történetét 1676-ig tudják visszavezetni. 1995-ben népi műemlékké nyilvánították, és 1997-től tájházként működik.
A háznak három oszlopos ámbitusa (tornáca) van, innen jobbra a kiskamra nyílik, ahol a hagyományos háztartási eszközöket, balra a nagykamra, ahol a gazdasági felszerelést, hombárt, morzsolót mutatják be. A lakórész hagyományos háromosztatú. A utcai szobát polgári bútorokkal, a belső szobát 19. század végi parasztpolgári bútorokkal rendezték be. A tájház csak előre bejelentett látogatókat fogad.
Cím: Kisújszállás, Széchenyi út 58.